# William Grebe
William Grebe (Chicago, 9. ožujka 1869. – Chicago, 29. lipnja 1960.), američki mačevalac koji se natjecao na Olimpijskim igrama 1904. godine.

## Karijera
Godine 1904. osvojio je srebrnu medalju u pojedinačnoj konkurenciji sablja i brončanom medaljom u singlesticku. Također se natjecao u pojedinačnom floretu, ali je eliminiran u prvom krugu. Godine 1906. osvojio je američko državno prvenstvo u mačevanju. Također se natjecao i 1910. i 1912. u američkim nacionalnim prvenstvima, ali je eliminiran u preliminarnim krugovima oba puta.

## Vanjske poveznice
- Profil na stranicama MOO-a